# Trône Naderi
Pour les articles homonymes, voir Trône (homonymie).

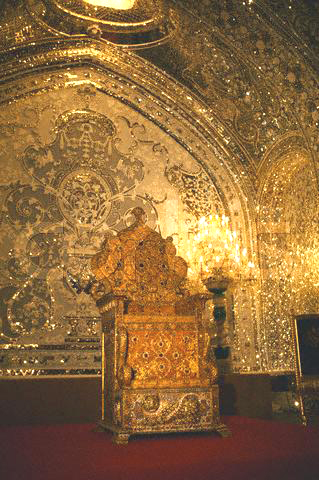
Le trône Naderi.

Le trône Naderi (en persan : تخت نادری / Taxt-e Nâderi, « trône unique ») est un trône datant de l'époque qadjare. Il se démarquait du trône traditionnel par sa forme de fauteuil « de type assez semblable à ceux en usage en Occident ».